# Den Hvide Nat
|  | Sammenskrivningsforslag Artiklen Den Hvide Nat er foreslået føjet ind i Jonestown. (Siden juli 2022) Diskutér forslaget |

 Der er for få eller ingen kildehenvisninger i denne artikel, hvilket er et problem. Du kan hjælpe ved at angive troværdige kilder til de påstande, som fremføres i artiklen.

Hvid nat (White Night) var en betegnelse opfundet af Jim Jones, leder af Peoples Temple. Den dækkede forskellige krisesituationer, der truede bevægelsens eksistens – reelle eller selvopfundne. Der er ikke enighed blandt overlevere og tidligere medlemmer om antallet eller om deres præcise indhold. I enkelte tilfælde dannede medlemmerne af Jonestown ring omkring byen bevæbnet med macheter, økser og hakker i adskillige dage for at forsvare byen mod angreb. Andre gange blev medlemmernes loyalitet testet ved en selvmordsøvelse, hvor alle drak saftevand, som de fik at vide var forgiftet. I andre situationer bestod loyalitetstesten i at erklære sig villig til at dø for "Sagen".
Den sidste White Night fandt sted 18. november 1978. Efter en langvarig og bitter konflikt med gruppen Concerned Relatives (som repræsenterede pårørende som var bekymrede for familliemedlemmer i Jonestown) fik Jonestown besøg af en delegation fra den amerikanske kongres ledet af kongresmedlem Leo J. Ryan, der ville undersøge forholdene. Under besøget forlod 18 troende Jonestown med delegationen. Før Leo Ryan forlod Jonestown, blev han overfaldet med en kniv, men slap uskadt. Da delegationen med "afhopperne" nåede deres ventende fly, blev de opsøgt af en gruppe bevæbnede mænd, som skød mange af dem på klos hold. Fem døde herunder Leo Ryan. I Jonestown kaldte Jim Jones sine medlemmer sammen, og et længere fællesmøde begyndte. Her blev nødvendigheden af et "revolutionært selvmord" igen drøftet. Enden på mødet blev, at 909 børn, voksne og ældre døde af cyanidforgiftning. Mange drak det blandet med saftevand, andre blev injiceret. Jim Jones selv døde af et skud i hovedet. De nærmere omstændigheder er uklare, men der kan have været tale om et assisteret selvmord. 18. november 1978 er i populærhistorien blevet omtalt som det største masseselvmord siden Massada. Der imidlertid ikke enighed blandt forskere og de få øjenvidner til denne sidste aften i Jonestown, om der er tale om selvmord eller mord eller en kombination. De fleste hælder til sidstnævnte – ikke mindst fordi man normalt henregner handlingen selvmord til mennesker der er i stand til at træffe frie valg og kan overskue konsekvenserne af deres handlinger. Det er et åbent spørgsmål, om medlemmerne af Peoples Temple var i stand til at træffe et frit valg den aften. Til gengæld vil de fleste nok være enige i, at knap 300 mindreårige ikke begår selvmord, idet de ikke er i stand til fuldt at overskue konsekvenserne af deres handling.
| Religion | Spire Denne religionsartikel er en spire som bør udbygges. Du er velkommen til at hjælpe Wikipedia ved at udvide den. |